# Richard Peto
Professor Sir Richard Peto (14 mei 1943) is een Britse hoogleraar in de Medische Statistiek en Epidemiologie, verbonden aan de Universiteit van Oxford. In samenwerking met Richard Doll heeft hij belangwekkend onderzoek gedaan naar de oorzaken van kanker en de gevolgen van roken.
Hij heeft het Clinical Trial Service Unit (CTSU) in Oxford opgezet in 1975 en is daarvan nu mede-directeur.
Verder heeft hij een belangrijke bijdrage geleverd aan het opzetten van meta-analyses van clinical trials en observationele studies. 
In 2008 heeft hij voor zijn verdiensten de Dr.A.H. Heinekenprijs gekregen.